# 현대 유니버스 수소전기버스
현대 유니버스 수소전기버스는 현대자동차에서 생산하는 수소전기버스이다. 2023년에 최초로 출시된 자동차이자 버스이다.

## 설명
현대 유니버스 수소전기버스는 대한민국뿐만 아니라 전세계에서 가장 먼저 수소를 연료로 하는 직행좌석버스, 시외버스, 고속버스, 관광버스 급의 고급버스이자 고상버스이며 현대 유니버스를 기반으로 한다. 현대 유니버스 수소전기버스는 현대 유니버스 엘레강스를 기반으로 운영되며 현대 유니버스 엘레강스 천연가스버스가 화물칸에 가스통을 달은 것과 달리 버스의 윗지붕에 수소연료탱크를 달아서 아래의 화물칸을 사용할 수 있는 장점이 존재한다. 현대 유니버스 수소전기버스는 주로 직행좌석버스, 단거리 시외버스, 관광버스에 주로 사용되고 있다. 또한 자사인 현대자동차에서는 현대 일렉시티의 수소전기버스에 이어 2번째로 출시된 수소전기버스가 된다. 현대 유니버스 수소전기버스가 신차로 출고될 때는 직행좌석버스의 사양은 전문 폴딩도어로, 이후 전중문형으로 출고되며 시외버스, 고속버스, 관광버스의 사양은 스윙도어가 적용되어 출고되고 있다. 전중문형의 경우 2024년 하반기에 출시되었다.

## 같이 보기
- 현대 유니버스
- 수소전기버스